# Tainicul vârtej
Tainicul vârtej este un album lansat de Florian din Transilvania în anul 1986. Acesta reprezintă singurul material discografic realizat de formația înființată și condusă de muzicianul Mircea Florian în prima jumătate a anilor ’80. Albumul conține coloana sonoră a spectacolului cu același nume, un spectacol sincretic de teatru-rock creat de Florian din Transilvania și prezentat în aparițiile scenice ale grupului. Din punct de vedere al stilului muzical, Tainicul vârtej îmbină într-un mod inedit muzica rock și muzica electronică, la care se adaugă diferite influențe precum new wave, punk, muzică minimalistă, krautrock, rock psihedelic. Sonoritățile avangardiste propuse de Mircea Florian pe acest material sunt unice în contextul muzical din România comunistă, albumul fiind considerat și astăzi o lucrare aparte a rockului clasic autohton. Pe disc au rămas 9 piese, ca urmare a cenzurii comuniste a vremii. Inițial, trebuia să fie inclusă și „As” (sau „Conversație pacifică”), piesă de rezistență din repertoriul grupului, însă aceasta a fost înlocuită cu „Întoarcere în cerc” din cauza interzicerii Consiliului Culturii. Compoziția „Madama Butterfly” fusese și ea interzisă din cauza textului cu câțiva ani înainte și astfel ieșise total din calcule pentru Tainicul vârtej. Tot din cauza cenzurii, la celelalte compoziții au fost modificate unele versuri, iar Mircea Florian a fost nevoit să își schimbe maniera de interpretare vocală, considerată nepotrivită. Ca urmare, albumul nu reconstituie în totalitate spectacolul live al formației. Tainicul vârtej a apărut în momentul în care Florian din Transilvania își încetase deja activitatea, fiind editat de Electrecord în format disc de vinil, în două ediții succesive, cu o grafică a copertei ușor modificată. Basistul Horațiu Rad nu este menționat pe coperta nici uneia dintre ediții, deși a participat la înregistrări. Celălalt basist, Dixie Krauser, este omis intenționat pe coperta ediției a doua, din cauză că părăsise țara între timp. În 2011, la 25 de ani de la apariția acestui album, Florian din Transilvania s-a reunit și a susținut o reprezentație la ediția a șaptea a Festivalului „Club A”.

## Piese
1. Mă simt minunat
2. Cum va fi mereu
3. Fiul zburătorului cu farfuria
4. Bună pace, domnule Marte
5. Paralele intersectate
6. Iubirea, tainicul vârtej
7. La cafeneaua întâlnirilor
8. Întoarcere în cerc
9. Nunta lui Harap Alb

Muzică, versuri și aranjamente orchestrale: Mircea Florian

## Personal
- Mircea Florian – vocal, chitară, sintetizator, cobză
- Valentin Andronescu – claviaturi
- Dan Cimpoeru – chitară
- Doru Căplescu – sintetizator, computer bass
- Jolt Kerestely – computer drum
- Doru Istudor „M.S.” – baterie
- Dixie Krauser – bas fretless leadline (1, 2, 3, 5, 6, 8)
- Horațiu Rad – bas (4, 7, 9)
- Mircea Baniciu – voce adițională
- Mihaela Hoajă – vioară

Înregistrări muzicale realizate în studioul Tomis–Electrecord, București, 1985.

Maestru de sunet: Theodor Negrescu. Redactor muzical: Cristian Păunescu. Transpunere pe disc: Remus Stoica. Grafică: Decebal Scriba. Tiparul: I.B.N. Producător: Electrecord.

## Legături externe
- Albumul Tainicul vârtej pe Spotify
- Albumul Tainicul vârtej Arhivat în 5 iunie 2023, la Wayback Machine. pe Deezer